# Werner Heisenberg
Werner Karl Heisenberg (n. 5 decembrie 1901, Würzburg, Imperiul German – d. 1 februarie 1976, München, RFG) a fost un celebru fizician german, laureat al Premiului Nobel pentru Fizică în anul 1932 și unul dintre fondatorii fizicii cuantice. Heisenberg s-a aflat ulterior în fruntea programului pentru arme nucleare al Germaniei Naziste.

## Motivația Juriului Nobel
„pentru crearea mecanicii cuantice, a cărei aplicație, inter alia, a dus la descoperirea formelor izotopice ale hidrogenului”.

## Mecanică cuantică
În timpul studenției l-a întâlnit pe Niels Bohr, la Göttingen, în 1922. O colaborare rodnică a avut loc între ei.
A propus formularea matricială a mecanicii cuantice, prima formulare a mecanicii cuantice, în 1925. Principiul incertitudinii, descoperit în 1927, precizează că determinarea poziției și vitezei unei particule conține erori, produsul acestora fiind o constantă știută. Împreună cu Bohr, formulează Interpretarea Mecanicii Cuantice de la Copenhaga. A formulat modelul structurii protono-neutronice a nucleului atomic.
În 1932 a primit Premiul Nobel de Fizică „pentru crearea mecanicii cuantice, a cărei aplicație, inter alia, a dus la descoperirea formelor izotopice ale hidrogenului”.
La începutul regimului nazist, Heisenberg era hărțuit ca fiind un „evreu alb” pentru că populariza teoriile lui Albert Einstein, în contradicție cu mișcarea Deutsche Physik susținută de naziști. După o anchetă instigată de Heisenberg însuși, șeful SS, Heinrich Himmler, a interzis atacurile politice asupra fizicianului.

## Activitatea din timpul războiului
Fisiunea nucleară a fost descoperită în Germania în 1938. Heisenberg a rămas în Germania în timpul celui de-al Doilea Război Mondial, lucrând pentru regimul nazist. A condus programul german pentru arme și energie nucleară, dar gradul cooperării sale la dezvoltarea armelor a fost subiectul anumitor controverse istorice.
În septembrie 1941, la o conferință în Copenhaga, Heisenberg dezvăluia existența programului colegului fizician Niels Bohr. După întâlnire, prietenia lor înceta brusc; Bohr se alătura Proiectului Manhattan. Germania nu a reușit să producă bomba atomică.
S-a speculat că Heisenberg avea remușcări morale și încerca să încetinească proiectul. Heisenberg însuși a încercat să arate acest fapt după război, și cartea lui Thomas Power, „Heisenberg's War” (Războiul lui Heisenberg) și piesa lui Michael Frayn "Copenhagen" (Copenhaga) au adoptat această interpretare. O parte a acestei interpretări este bazată pe faptul că Heisenberg nu și-a susținut proiectul în fața lui Albert Speer de așa manieră încât să obțină mare atenție (ceea ce Samuel Goudsmit a interpretat ca fiind din cauză că Heisenberg nu era complet conștient de posibilitatea creării bombei atomice). În cel mai bun caz, ar fi încercat să stânjenească proiectul german, iar în cel mai rău nu era capabil de a crea bomba atomică. La sfîrșitul războiului a fost deținut ca prizonier timp de 6 luni la închisoarea Farm Hall din Marea Britanie.
În februarie 2002 a apărut o scrisoare scrisă în 1957 de Bohr către Heisenberg. În aceasta, Bohr relatează ca Heisenberg, în cadrul discuției din 1941, nu a expus probleme morale în legătură cu proiectul de a crea bomba, că Heisenberg a petrecut 2 ani lucrând aproapre exclusiv la aceasta, și că era convins că până la urmă bomba atomică avea să decidă soarta războiului. Contextul acestei scrisori a fost publicația jurnalistului Robert Jungk „Brighter than a thousand Suns” (Mai strălucitor decât o mie de sori), care-l arăta pe Heisenberg ca deturnătorul proiectului german. Jungk a tipărit un pasaj dintr-o scrisoare personală de la Heisenberg - scoasă din context - pentru a-și justifica spusele. Bohr a fost agitat de această revendicare pentru că nu se potrivea cu percepția sa proprie despre lucrările lui Heisenberg.
Anumiți istorici ai științei consideră acest fapt dovedește că interpretarea rezistenței lui Heisenberg a fost greșită, dar alții pretind că Bohr a înțeles greșit intențiile lui Heisenberg la întâlnirea din 1941. Ca dovadă, acest lucru a avut puține efecte asupra concluziilor istorice generale.

## Legături externe
- en  Biografia lui Werner Heisenbergpe site-ul Fundației Nobel
- en  Werner Heisenberg: the Columbus of quantum mechanics,autor: Helmut Rechenberg
- en  Werner Heisenberg and the German Uranium Project, autor: Horst Kant
- en  Heisenberg, Bohr and the atomic bomb, interviu cu Edward Teller pe Web of Stories